# 病弱
病弱（びょうじゃく、英: Valetudinarian）は、正確な医学用語ではないが、健康状態が弱っている人を説明する用語である。辞書の『大辞林』第3版では、からだが弱く病気にかかりやすいと説明される。

## 概要
ラテン語の起源は健康状態を表す valetudo であり、それは力強くなることを指すvalereが元である。英語での初出は1703年で、世界周航を行ったウィリアム・ダンピアがA New Voyage Round the World, Voyages and Descriptionsの中で記している。意味の変化はすぐに見られ、1746年にロバート・ジェームズが彼の著書『健康の改善』 (Health’s Improvement) にて、体質の説明に用いている。英語の Valetudinarian（病弱）の用語は、医学以外の文献ではより頻繁に使われており、大まかには神経衰弱に近い意味である。
1916年の田中祐吉の著書では、江戸時代に入り武士が玄米を精白して白米を食するようになり、それが一般の人々に広がり、そのことによる栄養の損失が副食を増やし、虚弱病弱の人々が増加してきたといった言説も見られる。1920年の『病弱の共に』は、医薬療法、呼吸法、玄米をすすめる石塚式食養療法について言及されている。
学校教育法上は、慢性の心臓、肺、腎臓などの疾患で、継続して治療もしくは生活規制の必要な状態を指し、病気ではないが同様に生活規制が必要な状態を身体虚弱としている。